# Kathrine Windfeld (musiker)
 Der er flere personer med dette navn, se Kathrine Windfeld.
Kathrine Windfeld (født 19. april 1984 i Svendborg) er en dansk komponist, jazzpianist, arrangør, orkesterleder og underviser (på Fridhems Folkhögskola). Hun er uddannet som bachelor i jazz fra Musikhögskolan i Malmö og i musikvidenskab fra Københavns Universitet. Hun modtog Harry Arnold Sällskapets ungdomspris "Standby" i 2013, Musikhögskolans "Stora Pianiststipendiet" i 2015  og en Danish Music Award for Aircraft - Årets Nye Danske Jazznavn i 2016.
Hun er leder for sit eget bigband Kathrine Windfeld Big Band, som hun samlede i 2012, mens hun læste på konservatoriet i Malmö.

## Priser
Hun har modtaget følgende priser:
- Harry Arnold Sällskapets ungdomspris (2013)
- Danish Music Award for Aircraft - Årets Nye Danske Jazznavn (2016)
- Musikhögskolans "Stora Pianiststipendiet" (2015)

## Udgivelser
Hendes bigband, Kathrine Windfeld Big Band, har udgivet følgende.
- Aircraft (2015)
- Latency (2017)
- Orca (2020)